# 一人有限责任公司
一人有限责任公司，又称一人公司，是《中华人民共和国公司法》（2005年10月通过）里面规定的一种特殊的公司类别，是指股东为一个自然人或者法人的有限责任公司，在工商营业执照上记载为“有限责任公司（法人独资）”或“有限责任公司（自然人独资）”。

## 特征
一人有限责任公司有一些特殊的法律规定事项：
- 股东为一人。
- 注册资本：最低限额为人民币10万元。（2014年修订的《公司法》取消了注册资本限制[3]。）
- 出资缴纳方式：一次足额缴纳。
- 设定限制：一个自然人只能投资设立一个一人有限责任公司，该公司不能投资设立新的一人有限责任公司。
- 公示事项：必须在工商营业执照中载明。
- 机构设置：不设立董事会。股东享有股东会的全部职权，其决定由书面形式做出。
- 法人人格：股东不能证明公司财产独立于股东自己财产的，应当对公司债务承担连带责任[4]。